# Philippe Brass
 (novembre 2019).
Philippe Brass, né le 17 mars 1966 à Lausanne en Suisse est un alpiniste, guide de haute montagne et journaliste spécialisé depuis 1998. 
Il collabore à Montagnes Magazine (articles à vocation pédagogique), Grimper et Vertical. Dans Vertical il publie des récits de grandes escalades mêlant « l'histoire des parois qu'il parcourt et des hommes qui les ont aimées ».
Il a publié plusieurs ouvrages liés à l'escalade. 
Grimpeur et alpiniste, il est reconnu comme un des meilleurs spécialistes français des Dolomites,. 
Il est membre du GHM. 
Guide de haute-montagne, il emmène ses clients dans tous les massifs, y compris à l'étranger (Dolomites, Jordanie, Yosemite, Maroc où il a ouvert en 2003 une des voies les plus parcourues du Cirque de Taghia, Au nom de la réforme, une voie d'exception .

## Œuvres
- 6a Max - Savoie et Haute-Savoie avec Guillaume Vallot aux éditions Oros - 2002
- 6a Max Dauphiné aux éditions Oros - 2007
- Les plus belles voies de Presles aux éditions Oros - 2005
- L'escalade, de la salle aux grandes parois aux éditions Glénat - 2008
- Haute Montagne, 100 ans d'histoire avec le GHM, écrit avec Gilles Modica, Bernard Vaucher et David Chambre aux éditions du Mont Blanc - 2019

### Récits
- Nassranni Nord, Jordanie, le sommet inaccessible, Vertical no 45, 2014
- Punta Civetta - voie Andrich-Faè, Vertical no 55, 2015
- Half Dôme, la regular, Vertical no 58, 2016
- Archiane Mania, Livanos et Paroi Rouge, Vertical no 62, 2017
- Dolomites, Civetta, voie Aste-Susatti, Vertical no 63, 2017